# Martí Perarnau
Martí Perarnau Grau (Barcelona, 7 de marzo de 1955) es un periodista y exatleta español. Durante su etapa deportiva participó en los Juegos Olímpicos de Moscú 1980, en la modalidad de salto de altura.

## Biografía
Nació en Barcelona y de joven practicó atletismo por deseo de su padre, campeón universitario de 400 metros vallas. Aunque alternó distintas modalidades destacó en salto de altura, donde fue campeón de España y superó el récord nacional en todas las categorías. A los 19 años compaginó su carrera con un primer trabajo de periodista en el Diario de Barcelona, y en 1976 se retiró de la competición para asumir la jefatura de deportes de Mundo Diario durante cuatro años. Retomó el deporte de élite tras la desaparición de ese periódico, a tiempo para ganarse una plaza en los Juegos Olímpicos de Moscú 1980. Ya en la capital soviética cayó en la fase eliminatoria. Su mejor marca personal en salto de altura, 2,21 m, la registró el 25 de junio de 1980.
Volvió al periodismo en 1982 en la plantilla de El Correo Catalán y dos años después, al no alcanzar la marca mínima para competir en los Juegos Olímpicos de Los Ángeles, se retiró para dirigir la redacción de deportes de TVE Cataluña. Bajo su mandato creó el programa Estadio 2 y cubrió distintos acontecimientos nacionales e internacionales. Dejó la televisión pública en noviembre de 1987 para asumir la jefatura de deportes de Radio Barcelona, perteneciente a la Cadena SER.
En 1988 fue nombrado director del centro de prensa de los Juegos Olímpicos de Barcelona 1992, dentro del Comité Olímpico Organizador (COOB). Cuando el evento terminó, Antena 3 Televisión le fichó para la dirección de comunicación y publicidad, en plena renovación corporativa emprendida por Grupo Zeta, y se mantuvo allí hasta 1995. Desde entonces gestiona su propia productora publicitaria, colabora como analista deportivo en distintos medios de comunicación y ha creado la publicación Perarnau Magazine.
En abril de 2011 publicó el libro Senda de campeones, en el que explica la historia y funcionamiento de las categorías inferiores del Fútbol Club Barcelona. Su segunda obra Herr Pep salió a la venta en septiembre de 2014 y refleja el trabajo de Josep Guardiola, entrenador del Bayern de Múnich y ex del Barça, en su primer año al frente del equipo alemán; Perarnau acompañó al técnico catalán durante toda la temporada para poder escribirlo. En noviembre del 2021 publicó su último libro, La evolución táctica del fútbol 1863 - 1945: Descifrando el código genético del fútbol de la mano del falso 9, en el que se analizan tácticas históricas de ese periodo y la variante del delantero conocida como «falso nueve».

## Obra
- Senda de campeones: De La Masía al Camp Nou (Grupo Planeta, 2011)
- Herr Pep (Editorial Córner, 2014)
- Pep Guardiola: La Metamorfosis (Editorial Córner, 2016)
- La evolución táctica del fútbol 1863 - 1945 (Editorial Córner, 2021)
- Dios salve a Pep (Editorial Córner, 2024)